# Troika Games
Troika Games war ein US-amerikanisches Entwicklungsstudio für Computer-Rollenspiele mit Sitz in Irvine, Kalifornien.

## Geschichte
Troika wurde im April 1998 von den ehemaligen Interplay-Mitarbeitern (Abteilung Black Isle Studios) und Fallout-Entwicklern Timothy Cain, Leonard Boyarsky und Jason D. Anderson gegründet. Der Name leitet sich vom russischen Wort Тройка ab und bedeutet „Dreigespann“, denn die drei Gründer sahen sich als die drei Schlüsselentwickler/-Designer/-Programmierer ihres vorherigen Interplay-Projekts Fallout.
Ihr Debütprojekt trug den Titel Arcanum: Von Dampfmaschinen und Magie, ein isometrisches 2D-Rollenspiel im Stil von Fallout, das im August 2001 erschien. Es wurde das wirtschaftlich erfolgreichste Spiel von Troika mit 234.000 verkauften Einheiten und mit Einnahmen von 8,8 Millionen USD. Der zweite Titel, Der Tempel des Elementaren Bösen, war ein rundenbasierendes Rollenspiel im Dungeons-&-Dragons-Universum, das im September 2003 auf den Markt kam, aber nicht mehr dieselben Umsatzzahlen erbrachte wie Arcanum. Insbesondere wegen vieler Programmfehler geriet Troika hierbei in die Kritik.
Troikas drittes und letztes Spiel basierte auf dem Pen-&-Paper-Rollenspiel Vampire: The Masquerade von White Wolf und erschien als Vampire: The Masquerade – Bloodlines im November 2004. Doch bereits im selben Monat wurden die ersten Mitarbeiter entlassen, im Dezember 2004 schließlich die restliche Belegschaft. 2004 versuchte auch Troika noch einen Publisher für ein unbenanntes post-apokalyptisches Rollenspiel zu finden, war aber nicht erfolgreich, was im Januar 2005 zu den Gerüchten führte, dass die Firma bereits geschlossen wäre. Screenshots dieses unbenannten Spiels tauchten 2004 auf den Fallout-Fanseiten „No Mutants Allowed“ und „Duck and Cover“ auf, ein Video einer Tech-Demo wurde im Frühjahr 2005, nur Wochen vor der Schließung, verfügbar. Tim Cain bestätigte Jahre später, dass dies tatsächlich der als Nachfolger zu Fallout gemeinte Prototyp gewesen war, sie jedoch bei den IP-Preisverhandlungen von Bethesda überboten worden wären.
Am 25. Februar 2005 gab Leonard Boyarsky offiziell die Schließung von Troika Games aufgrund von Finanzierungsproblemen bekannt.

## Projekte
- Arcanum: Von Dampfmaschinen und Magie (2001)
- Der Tempel des Elementaren Bösen (2003)
- Vampire: The Masquerade – Bloodlines (2004)
- unbenanntes post-apokalyptisches Rollenspiel („Fallout 3“-Prototyp, unvollendet) (2005)

Der 2005er Troika-Prototyp eines als Fallout 3 gemeinten „post-apokalyptischen Rollenspiels“ wurde nie weiterentwickelt und fertiggestellt, da sich kein Publisher fand und Bethesda mehr für die Rechte bot. Ursprünglich wurde Fallout 3 bis 2003 von Black Isle unter dem Projektnamen Van Buren entwickelt, aufgrund der Finanzprobleme des Mutterkonzerns Interplay jedoch vorzeitig eingestellt. Interplay musste die Rechte für die Entwicklung eines dritten Teils (und später auch die vollständigen Namensrechte) verkaufen. Der Käufer Bethesda Softworks entwickelte Fallout 3 selbst und veröffentlichte es 2008.